# Descanso en la huida a Egipto (Gerard David)
El Descanso en la Huida a Egipto es el tema de un grupo de cuadros al óleo sobre tabla del pintor flamenco Gerard David, uno de los cuales se encuentra en el Museo del Prado.

## El tema
La Huida a Egipto huyendo de Herodes es un episodio que se recoge en el Evangelio de Mateo (Mateo II, 13-18), aunque este no menciona el descanso. Esta narración es una leyenda que proviene de los evangelios apócrifos.
El Descanso es un tema popular que ha sido tratado por pintores de distintas épocas. Gerard David  lo pintó en numerosas ocasiones utilizando hasta cuatro composiciones diferentes, posiblemente no realizadas por encargo sino destinadas al mercado del arte. Muchos de los cuadros apenas difieren en unos pocos detalles.  Común a todos ellos es el que Gerard David centra la representación en la Virgen entronizada alimentando al Niño, en una naturaleza donde cobran especial valor el bosque y la profundidad del paisaje que sirven como fondo. En un segundo plano coloca una escena relacionada con el tema principal: en unas ocasiones con el descanso, en otras con el viaje.
Tomando como referencia la pintura del Museo del Prado podemos compararle con otros dos cuadros prácticamente idénticos, los que se conservan en el Metropolitan de Nueva York y en el Museo Real de Bellas Artes de Amberes. Otra famosa versión del mismo tema pero con una composición distinta es la de la Galería Nacional de Washington. Por último, se muestra una Virgen con el Niño del Museo Boymans de Róterdam que aprovecha el mismo modelo de Virgen para representar un tema diferente.

## El cuadro del Museo del Prado
En la tabla del Prado (h.1515) la Virgen aparece amamantando al Niño en su regazo siguiendo la imagen tradicional de la Virgen de la Leche. A su izquierda, en el bosque, se sitúa la escena de la huida de la Sagrada Familia.  A su derecha tras los árboles se ven una ciudad a la orilla de un río y las colinas que se suceden hasta el horizonte. La minuciosidad con que están pintadas las plantas del primer término, la cesta de la comida, las hojas de las hayas y los castaños revelan el gusto por el detalle propio de la tradición flamenca. El tratamiento del claroscuro con que moldea la figura de María, la gradación de los tonos sobre todo en los azules y verdes con los que da profundidad al paisaje, muestran la maestría técnica alcanzada por Gerard David en el periodo de su madurez.

## Obras similares
En la tabla del Metropolitan (h.1515) David sustituye la cesta por una rama de manzano. En la conservada en el Museo de Amberes y que algunos autores consideran una copia debida a Adrián Isenbrandt, no aparece la escena de la huida entre los árboles. En su lugar se muestra a José descansando y al borrico en la pradera.
El cuadro de Washington (h.1510) difiere en su composición. La Virgen alimenta al Niño con un racimo de uvas, uno de los símbolos de la eucaristía. Mientras, José varea un castaño para hacer caer sus frutos. Entre los árboles el paisaje en tonos azulados es más amplio que en los cuadros antes comentados. Ese predominio de los tonos azules de las vestiduras de la Virgen y de José, y del paisaje da una sensación de tranquilidad y armonía a la escena.
En cuanto a la tabla de Róterdam (h.1520) muestra la versatilidad de la iconografía de la Virgen entronizada para representar temas muy variados. En este caso el paisaje que representa el “hortus conclusus” o huerto cerrado (Cantar  de los Cantares) y los lirios blancos simbolizan la virginidad de María.

## Galería

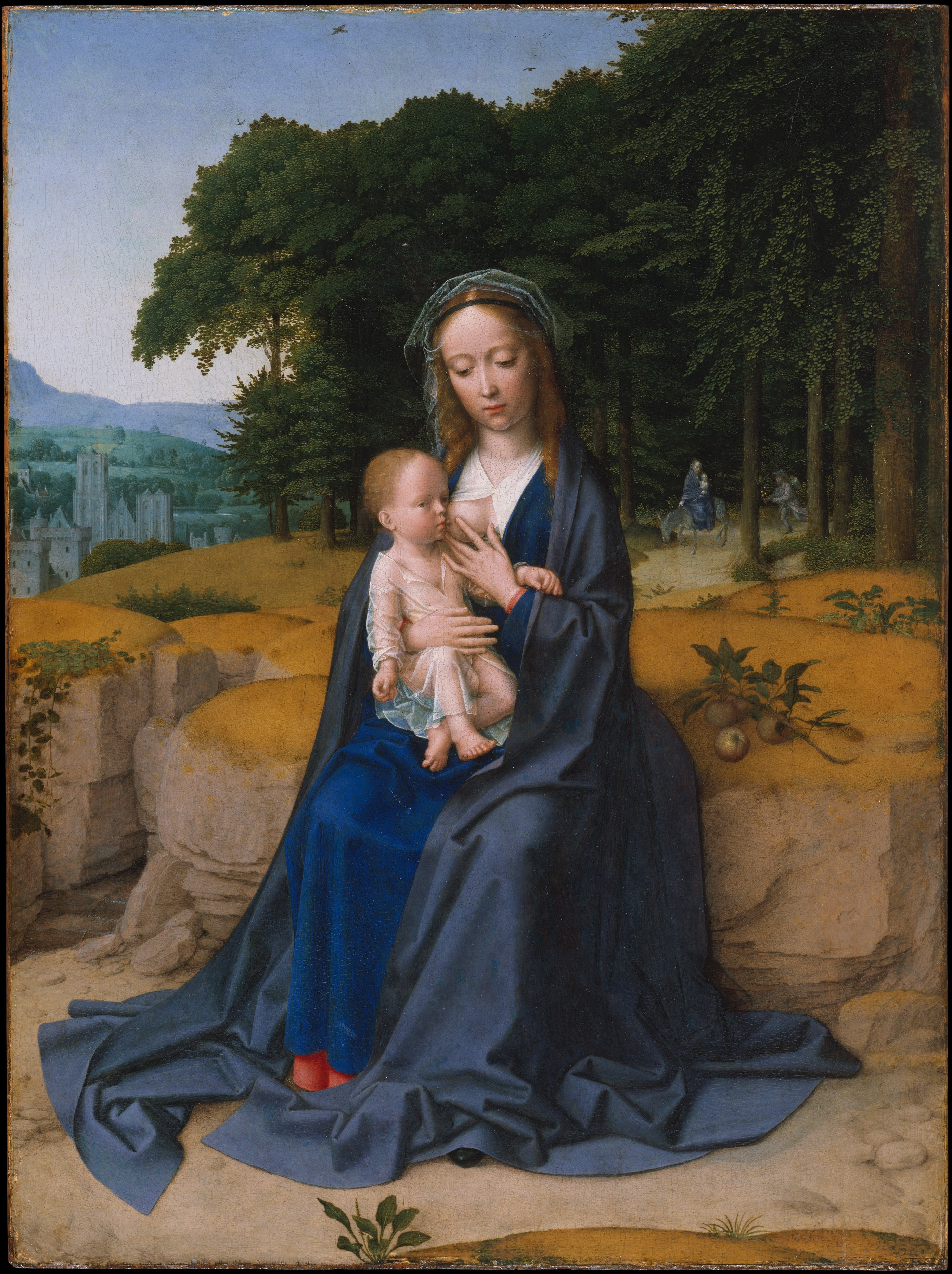
Descanso en la huida a Egipto, (h.1515), óleo sobre table, 50,8 x 43 cm, Museo Metropolitano de Arte, Nueva York
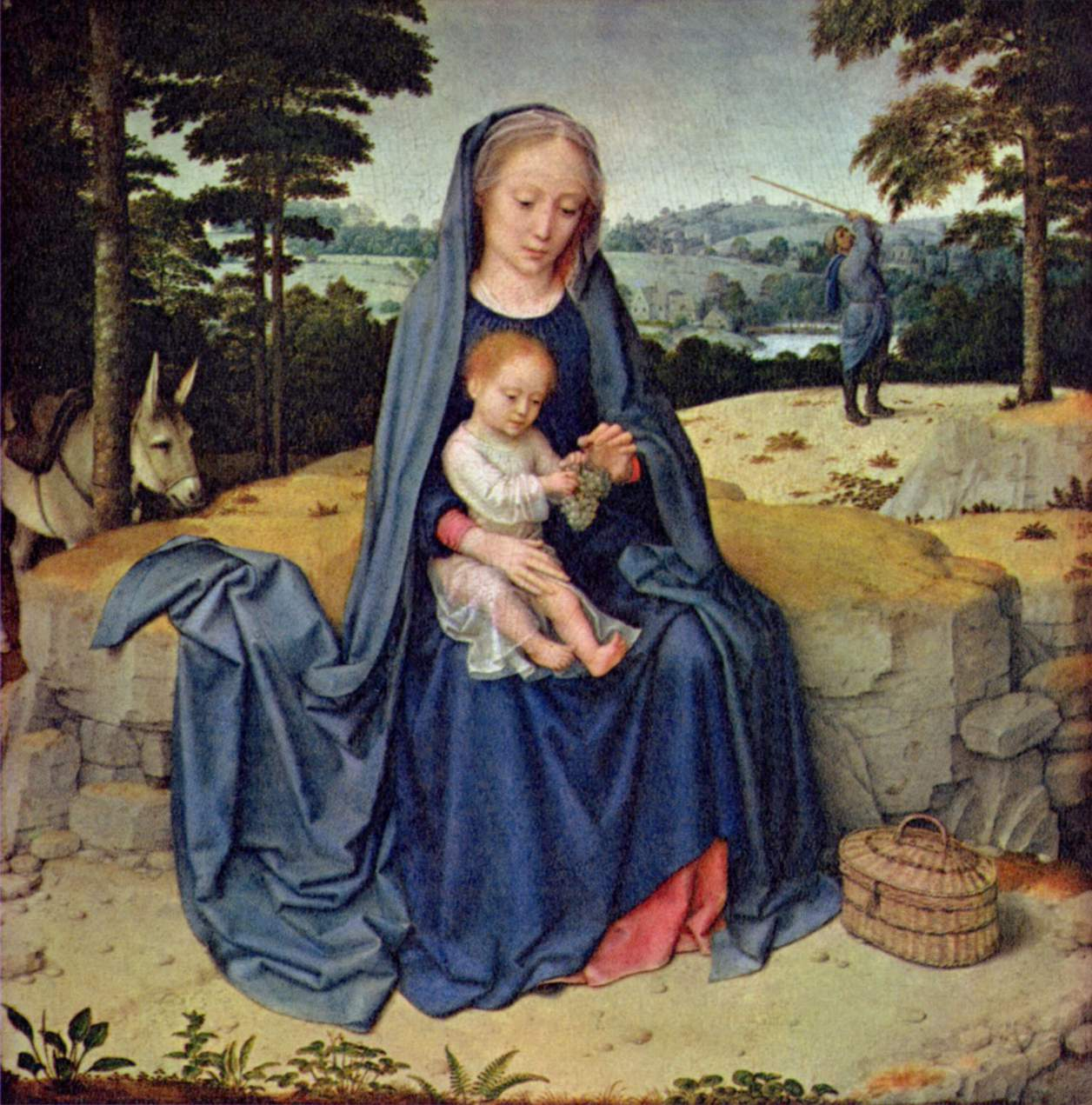
Descanso en la huida a Egipto, de Gerard David, (h. 1510), óleo sobre tabla, 45 × 44,5 cm, Galería Nacional de Arte de Washington.
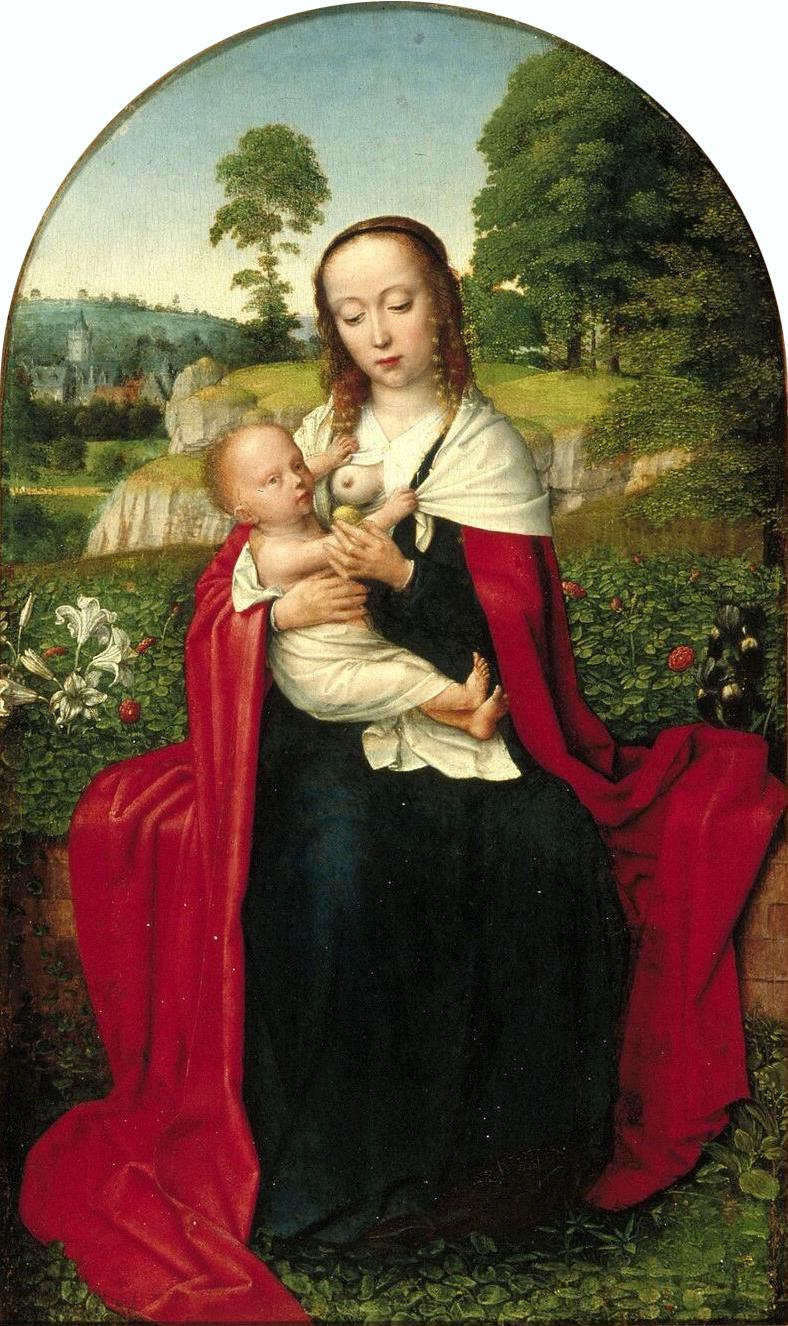
Virgen con el Niño en un paisaje, (h. 1520), óleo sobre tabla, 42,6 x 25, Museo Boymans Van Beuningen de Rótterdam.